# تجمع بدو السدارة (المكلا)

تعديل مصدري - تعديل

تجمع بدو السدارة هي إحدى قرى عزلة المكلا بمديرية المكلا التابعة لمحافظة حضرموت، بلغ تعداد سكانها 17 نسمة حسب تعداد اليمن لعام 2004.